# Championnat du Mali de football 2021-2022
Navigation
Saison précédente Saison suivante
La saison 2021-2022 du Championnat du Mali de football est la 53e édition de la première division malienne, la Ligue 1.
Les dix-huit clubs engagés sont regroupés au sein d'une poule unique et s'affrontent deux fois, à domicile et à l'extérieur. Afin de permettre le retour à un championnat à seize clubs, les quatre derniers du classement final sont relégués et remplacés par les deux meilleures formations de deuxième division.
Le Stade malien est le tenant du titre. A la fin de la saison le Djoliba Athletic Club remporte le champion et réalise le doublé en gagnant également la coupe nationale.

## Qualifications continentales
Le vainqueur du championnat se qualifie pour la Ligue des champions de la CAF 2022-2023. Le vainqueur de la Coupe du Mali est qualifié pour la Coupe de la confédération 2022-2023.

## Les clubs participants
- Djoliba AC
- AS Real Bamako
- CS Duguwolofila
- Lafia Club
- AS Bakaridjan
- Stade malien
- Onze Créateurs de Niaréla
- CO Bamako
- USC Kita
- AS Black Stars de Badalabougou
- USFAS Bamako
- ASO Missira
- Yeelen Olympique
- Association sportive de la Police de Bamako
- AS Douanes
- AS de Korofina
- Afrique Football Elite - promu de deuxième division
- US Bougouba - promu de deuxième division

## Compétition
Le barème de points servant à établir le classement se décompose ainsi :
- Victoire : 3 points
- Match nul : 1 point
- Défaite : 0 point

### Classement
| Rang | Équipe                         | Pts | J  | G  | N  | P  | Bp | Bc | Diff |
| ---- | ------------------------------ | --- | -- | -- | -- | -- | -- | -- | ---- |
| 1    | Djoliba AC C                   | 62  | 34 | 17 | 11 | 6  | 44 | 20 | +24  |
| 2    | AS Bakaridjan                  | 54  | 34 | 14 | 12 | 8  | 39 | 29 | +10  |
| 3    | USC Kita                       | 54  | 34 | 12 | 18 | 4  | 34 | 28 | +6   |
| 4    | Stade malienT                  | 53  | 34 | 15 | 8  | 11 | 38 | 25 | +13  |
| 5    | AS Real Bamako                 | 48  | 34 | 11 | 15 | 8  | 25 | 16 | +9   |
| 6    | AS de Korofina                 | 48  | 34 | 12 | 12 | 10 | 32 | 28 | +4   |
| 7    | Afrique Football Elite P       | 48  | 34 | 11 | 15 | 8  | 29 | 27 | +2   |
| 8    | Onze Créateurs de Niaréla      | 46  | 34 | 10 | 16 | 8  | 32 | 23 | +9   |
| 9    | CO Bamako                      | 46  | 34 | 11 | 13 | 10 | 26 | 30 | -4   |
| 10   | USFAS Bamako                   | 46  | 34 | 11 | 13 | 10 | 26 | 30 | -4   |
| 11   | AS Police                      | 45  | 34 | 10 | 15 | 9  | 29 | 30 | -1   |
| 12   | Yeelen Olympique               | 44  | 34 | 10 | 14 | 10 | 31 | 29 | +2   |
| 13   | Lafia Club                     | 44  | 34 | 11 | 11 | 12 | 33 | 35 | -2   |
| 14   | AS Black Stars de Badalabougou | 44  | 34 | 12 | 8  | 14 | 24 | 29 | -5   |
| 15   | CS Duguwolofila                | 42  | 34 | 10 | 12 | 12 | 33 | 39 | -6   |
| 16   | US Bougouba P                  | 37  | 34 | 10 | 7  | 17 | 38 | 46 | -8   |
| 17   | ASO Missira                    | 23  | 34 | 3  | 14 | 17 | 17 | 44 | -27  |
| 18   | AS Douanes                     | 21  | 34 | 3  | 12 | 19 | 16 | 44 | -28  |

|  | Qualification pour la Ligue des champions de la CAF 2022-2023 |
|  | Qualification pour la Coupe de la confédération 2022-2023     |
|  | Relégation en Deuxième division                               |
|  | T Tenant du titre P : Promu                                   |

## Bilan de la saison
| Championnat du Mali de football 2021-2022 |                        |
| Champion                                  | Djoliba AC (23e titre) |
| Coupes et trophées                        |                        |
| Vainqueur de la Coupe du Mali 2021-2022   | Djoliba AC             |
| Qualifications continentales              |                        |
| Ligue des champions de la CAF 2022-2023   | Djoliba AC             |
| Coupe de la confédération 2022-2023       | AS Real Bamako         |
| Promotions et relégations                 |                        |
| Promus en Ligue 1                         | US Bougouni            |
| Promus en Ligue 1                         | Binga FC               |
| Relégués en Ligue 2                       | CS Duguwolofila        |
| Relégués en Ligue 2                       | US Bougouba            |
| Relégués en Ligue 2                       | ASO Missira            |
| Relégués en Ligue 2                       | AS Douanes             |